# Rajd Włoch 2005
Rajd Sardynii 2005 (2. Supermag Rally Italia Sardinia) – 2. Rajd Sardynii rozgrywany we Włoszech w dniach 29 kwietnia- 
1 maja 2005 roju. Była to piąta runda Rajdowych Mistrzostw Świata w roku 2005. Rajd był rozegrany na nawierzchni szutrowej.

## Zwycięzcy odcinków specjalnych[1]
| Dzień | OS   | Godzina | Nazwa OS-u     | Dydtans  | Zwycięzca            | Czas    | Lider rajdu     |
| ----- | ---- | ------- | -------------- | -------- | -------------------- | ------- | --------------- |
| 29 IV | SS1  | 08:53   | Terranova 1    | 29,82 km | Marcus Grönholm      | 21:47,9 | Marcus Grönholm |
| 29 IV | SS2  | 10:09   | Crastazza 1    | 21,46 km | Sébastien Loeb       | 13:22,8 | Marcus Grönholm |
| 29 IV | SS3  | 10:48   | Mamone 1       | 18,57 km | Sébastien Loeb       | 12:43,8 | Sébastien Loeb  |
| 29 IV | SS4  | 14:24   | Terranova 2    | 29,82 km | Marcus Grönholm      | 21:15,1 | Sébastien Loeb  |
| 29 IV | SS5  | 15:40   | Crastazza 2    | 21,46 km | Sébastien Loeb       | 12:55,5 | Sébastien Loeb  |
| 29 IV | SS6  | 16:19   | Mamone 2       | 18,57 km | Sébastien Loeb       | 12:23,6 | Sébastien Loeb  |
| 30 IV | SS7  | 09:38   | Loelle 1       | 30,73 km | Sébastien Loeb       | 19:46,9 | Sébastien Loeb  |
| 30 IV | SS8  | 10:34   | Tandalo 1      | 38,77 km | Petter Solberg       | 28:09,9 | Sébastien Loeb  |
| 30 IV | SS9  | 14:09   | Lovia Avra     | 5,01 km  | Gianluigi Galli      | 3:40,1  | Sébastien Loeb  |
| 30 IV | SS10 | 15:51   | Loelle 2       | 30,73 km | Sébastien Loeb       | 19:33,8 | Sébastien Loeb  |
| 30 IV | SS11 | 16:47   | Tandalo 2      | 38,77 km | Sébastien Loeb       | 27:37,4 | Sébastien Loeb  |
| 1 V   | SS12 | 07:16   | San Giocomo 1  | 12,70 km | Sébastien Loeb       | 10:31,6 | Sébastien Loeb  |
| 1 V   | SS13 | 08:29   | San Bachisio 1 | 9,41 km  | Marcus Grönholm      | 8:13,0  | Sébastien Loeb  |
| 1 V   | SS14 | 09:02   | Bortigiadas 1  | 11,05 km | Petter Solberg       | 7:40,7  | Sébastien Loeb  |
| 1 V   | SS15 | 10:36   | San Bachisio 2 | 9,41 km  | Petter Solberg       | 8:00,9  | Sébastien Loeb  |
| 1 V   | SS16 | 11:09   | Bortigiadas 2  | 11,05 km | Christopher Atkinson | 7:30,5  | Sébastien Loeb  |
| 1 V   | SS17 | 12:52   | San Giacomo 2  | 12,70 km | Petter Solberg       | 10:21,1 | Sébastien Loeb  |

## Wyniki rajdu
| Msc.                   | Kierowca               | Pilot                  | Samochód               | Czas                   | Strata                 | Grupa                  | Punkty                 |
| Klasyfikacja generalna | Klasyfikacja generalna | Klasyfikacja generalna | Klasyfikacja generalna | Klasyfikacja generalna | Klasyfikacja generalna | Klasyfikacja generalna | Klasyfikacja generalna |
| ---------------------- | ---------------------- | ---------------------- | ---------------------- | ---------------------- | ---------------------- | ---------------------- | ---------------------- |
| 1                      | Sébastien Loeb         | Daniel Elena           | Citroën Xsara WRC      | 4:06:33.7              | 0.0                    | A8 M                   | 10                     |
| 2                      | Petter Solberg         | Phil Mills             | Subaru Impreza WRC `05 |                        | +59,6                  | A8 M                   | 8                      |
| 3                      | Marcus Grönholm        | Timo Rautiainen        | Peugeot 307 WRC Evo2   |                        | +3m 07,3               | A8 M                   | 6                      |
| 4                      | Markko Märtin          | Michael Park           | Peugeot 307 WRC Evo2   |                        | +4m 12,3               | A8 M                   | 5                      |
| 5                      | Toni Gardemeister      | Jakke Honkanen         | Ford Focus RS WRC `04  |                        | +8m 29,3               | A8 M                   | 4                      |
| 6                      | Roman Kresta           | Jan Tomanek            | Ford Focus RS WRC `04  |                        | +9m 29,2               | A8 M                   | 3                      |
| 7                      | Antony Warmbold        | Michael Orr            | Ford Focus RS WRC `04  |                        | +9m 59,8               | A8                     | 2                      |
| 8                      | Juuso Pykälistö        | Mika Ovaskainen        | Citroën Xsara WRC      |                        | +10m 21,2              | A8                     | 1                      |
|                        |                        |                        |                        |                        |                        |                        |                        |
| 11                     | François Duval         | Stéphane Prévot        | Citroën Xsara WRC      | 4:20:03.5              | +13:29.8               | A8 M                   |                        |
|                        |                        |                        |                        |                        |                        |                        |                        |
| 13                     | Janne Tuohino          | Mikko Markkula         | Škoda Fabia WRC        | 4:22:04.3              | +15:30.6               | A8 M                   |                        |

1. ↑  Litera M przy oznaczeniu grupy do której należy samochód oznacza, iż tylko ci kierowcy zdobywali punkty dla swoich zespołów liczonych w klasyfikacji producentów na koniec sezonu.

## Klasyfikacja po 5 rundach
Tabele przedstawiają tylko pięć pierwszych miejsc.

### Kierowcy
| Lp. | Kierowca          | Pkt |
| --- | ----------------- | --- |
| 1   | Sébastien Loeb    | 35  |
| 2   | Petter Solberg    | 34  |
| 3   | Markko Märtin     | 28  |
| 4   | Marcus Grönholm   | 26  |
| 5   | Toni Gardemeister | 24  |

### Producenci
| Lp. | Producent                | Pkt |
| --- | ------------------------ | --- |
| 1   | Malboro Peugeot Total    | 54  |
| 2   | Citroën Total            | 43  |
| 3   | Subaru World Rally Team  | 36  |
| 4   | BP Ford World Rally Team | 33  |
| 5   | Mitsubishi Motors        | 24  |